# Thực đơn bí ẩn
Thực đơn bí ẩn (tựa gốc tiếng Anh: The Menu) là một bộ phim thuộc thể loại kinh dị hài kịch của Hoa Kỳ vào năm 2022 được đạo diễn bởi Mark Mylod, với phần kịch bản do Seth Reiss và Will Tracy chấp bút, Adam McKay, Betsy Koch và Will Ferrell đảm nhận công đoạn sản xuất. Tác phẩm có sự góp mặt của dàn diễn viên thực lực bao gồm Ralph Fiennes, Hồng Châu, Anya Taylor-Joy, Nicholas Hoult, Janet McTeer, Reed Birney, Judith Light và John Leguizamo. Câu chuyện theo chân cặp đôi trẻ Margot và Tyler du lịch đến hòn đảo biệt lập để thưởng thức món ăn tại nhà hàng năm sao do bếp trưởng Slowik cùng vị trợ lý Elsa điều hành. Tại đây họ được phục vụ một thực đơn độc nhất vô nhị, và rồi từng lớp bí mật đáng sợ dần được bóc tách qua lăng kính nghệ thuật châm biếm.
The Menu có buổi công chiếu lần đầu tại Liên hoan phim quốc tế Toronto (TIFF) vào ngày 10 tháng 9 năm 2022 và hai tháng sau thì được hãng Searchlight Pictures phát hành rộng rãi tại Hoa Kỳ. Phim thu về lợi nhuận vượt ngưỡng 79 triệu đô la Mỹ trên toàn thế giới, gấp hơn 2.5 lần so với mức ngân sách bỏ ra và nhận được nhiều đánh giá tích cực từ phía các nhà phê bình. Bên cạnh đó, tác phẩm cũng xuất hiện ở hàng loạt danh sách xuất sắc nhất của mùa giải thưởng điện ảnh 2022-2023, nổi bật trong số đó phải kể đến là hai đề cử Giải Quả Cầu Vàng cho tài tử Ralph Fiennes cùng minh tinh Anya Taylor-Joy.

## Cốt truyện
Anh chàng sành ăn Tyler Ledford cùng cô bạn gái Margot Mills nhận lời mời đến dự bữa tiệc sang trọng ở Hawthorn, một nhà hàng độc quyền trên hòn đảo tư nhân thuộc sở hữu của đầu bếp nổi tiếng Julian Slowik. Khách tham dự có sự góp mặt của nhà phê bình ẩm thực Lillian Bloom và biên tập viên Ted, cặp vợ chồng giàu có Richard và Anne Leibrandt, ngôi sao điện ảnh đã hết thời và trợ lý Felicity Lynn, hội bằng hữu kiêm đối tác nhà hàng Soren, Dave, Bryce cùng Linda, bà mẹ nghiện rượu của đầu bếp Slowik. Cả nhóm được maître d'hôtel Elsa đưa đường dẫn lối tham quan một vòng quanh hòn đảo, trước đó đã xuất hiện cái liếc nhìn đầy ẩn ý của vị trợ lý trưởng khi phát hiện Margot là người duy nhất không có tên trong danh sách dự tiệc. Cô tham gia với tư cách là người thay thế tình nhân của Tyler vì họ mới chia tay không lâu trước đó.
Thái độ kỳ lạ của các đầu bếp, những quy định ngặt nghèo trong nhà hàng nhanh chóng bị đánh lạc hướng sang màn giới thiệu thực phẩm đầy lôi cuốn, tuy nhiên đoạn độc thoại chua cay và châm biếm của Slowik ngày càng khiến mọi người phải e ngại. Thế rồi hàng loạt bí mật đen tối về mỗi vị khách dần được phơi bày qua hình ảnh in bằng tia laser trên bánh Tortilla. Đến món thứ tư, phó đầu bếp Jeremy tự kê súng vào miệng rồi bóp cò tự sát sau màn mỉa mai của vị bếp trưởng dù anh có tài năng cách mấy cũng không bao giờ có thể kế vị được ông. Khi vị khách Richard cố gắng rời đi, Elsa liền ra lệnh cho cấp dưới chặt đứt ngón tay đeo nhẫn của ông như một lời cảnh báo buộc những kẻ khác phải ở lại. Đến lượt nhà đầu tư thiên thần Doug Verrick, chủ hòn đảo "được" Slowik nhường lại quyền sở hữu nhà hàng trong đại dịch COVID-19 bị nhấn nước cho đến chết trước mặt các quan khách. Món thứ năm dọn lên, bắt đầu với màn kịch Slowik để cho Katherine - một nhân viên cấp dưới bị ông quấy rối tình dục - đâm mình, toàn bộ vị khác nữ ở lại dùng bữa với Katherine trong khi những người đàn ông được cho một cơ hội trốn thoát khỏi hòn đảo thông qua trò mèo vờn chuột, thế nhưng cuối cùng họ vẫn bị cấp dưới của Slowik nhanh chóng bắt về. Khi Lillian cố gắng giở trò lấy lòng Katherine bằng cách hỗ trợ mở nhà hàng riêng, vị nhân viên nhanh chóng tiết lộ chính cô là người đề nghị Slowik giết hết toàn bộ thực khách để thỏa mãn thú tính của mình.
Đầu bếp trưởng giải thích mỗi nhân vật trong phòng được mời là vì những kẻ này đã góp phần khiến ông mất đi niềm đam mê với nghề hoặc họ kiếm sống bằng cách bóc lột công việc của những nghệ nhân ẩm thực khác. Sự giàu có của thực khách đã thúc đẩy ngành công nghiệp thực phẩm phát triển, nhưng nó cũng khiến trải nghiệm ăn uống trở nên đắt đỏ, làm gia tăng khoảng cách giữa các tầng lớp kinh tế xã hội và hút kiệt niềm vui từ trải nghiệm nếm thử. Slowik đặc biệt thể hiện sự phẫn nộ đối với giới thượng lưu háu ăn, những kẻ dùng việc đặt bàn tại Hawthorn để thể hiện địa vị đã trở nên lố bịch đến mức khiến ông phải hành động. Slowik thông báo toàn bộ mọi người trên hòn đảo này sẽ chết hết trong đêm nay. Vì sự xuất hiện của bạn gái Tyler hoàn toàn không nằm trong kế hoạch, Slowik cho nhân vật này lựa chọn hướng chết bên nhân viên hoặc thực khách.
Margot thực chất là một gái mại dâm tên thật là Erin. Lượng khách hàng của cô trả tiền rất hậu hĩnh, trong số đó có Richard, gã thường xuyên lui tới Hawthorn cùng vợ đã thuê Margot từ trước đóng giả làm con gái. Công việc của Margot rất hấp dẫn với Slowik và ông tin rằng họ hiểu nhau theo cách mà không ai khác có thể lĩnh hội được. Một trong những khúc mắc lớn nhất của buổi tiệc nằm ở việc Tyler đã được Slowik thông báo kế hoạch từ trước nhưng vẫn quyết định tham dự, hắn còn mang theo Margot thay thế bạn gái cũ của mình dù thừa biết mọi người sẽ chết hết. Suốt đêm, Tyler không ngừng cố gắng chứng tỏ bản thân với bếp trưởng, phô trương ra vẻ là một chuyên gia về ẩm thực. Slowik đi một nước cờ cao tay hơn, ông mời Tyler vào bếp và yêu cầu hắn nấu ăn cho thực khách. Điều gì đến cũng sẽ đến, Tyler tạo nên một "tác phẩm" để đời vô cùng tệ hại, tự làm nhục bản thân trước người hùng của mình và tất cả thực khách. Sau đó, vị bếp trưởng thì thầm vào tai Tyler, hắn sụt sùi xin lỗi và rời khỏi bếp.
Slowik yêu cầu Margot đến buồng xông khói lấy một thùng gỗ cần thiết cho món tráng miệng. Khi rời khỏi bếp, cô thấy Tyler đã treo cổ tự tử từ khi nào trong phòng kho. Trên đường đi, Margot lẻn vào nhà Slowik nhưng bị Elsa phát hiện và tấn công. Sau một cuộc ẩu đả, Elsa bị "tình địch" đâm chết. Tại đây, cô gái nhìn thấy hình ảnh tươi cười của bếp trưởng lúc ông còn trẻ nhận giải thưởng nhân viên của tháng tại một quán ăn rẻ tiền, rồi cô tìm được chiếc radio cũ nên liền gọi trợ giúp và quay trở lại nhà hàng với cái thùng. Thế là sĩ quan cảnh sát biển Dale đến để điều tra, tuy nhiên sau khi những vị khách tin rằng họ đã được cứu, Dale lại tiết lộ thực chất anh chính là đầu bếp cải trang và diễn tuồng chỉ để tìm trò vui.
Thời điểm món tráng miệng đang được chuẩn bị, Margot chế giễu cách nấu ăn "thiếu tình yêu" của Slowik và phàn nàn rằng cô vẫn còn đói. Khi được hỏi muốn thưởng thức món gì, Margot gọi một chiếc bánh mì kẹp pho mát cùng khoai tây chiên được chế biến thuần túy nguyên bản chứ không phải là những thứ "xa xỉ vớ vẩn". Cảm động trước yêu cầu này, Slowik đích thân làm theo và tìm thấy niềm vui trong công việc. Sau nhát cắn đầu tiên, Margot tấm tắc khen ngợi và xin được "gói phần còn lại mang về", Slowik cho phép nhân vật này rời đi, cô gái trẻ vội vã trốn thoát trên chiếc thuyền của cảnh sát biển cập bến gần đó. Vị bếp trưởng nổi tiếng với thực đơn chi tiết tinh xảo tạo nên những trải nghiệm ẩm thực thượng hạng có giá hàng nghìn đô la. Tuy nhiên, Margot không ấn tượng với thức ăn và cách trình bày của ông và chẳng hiểu làm thế để được gì. Cô không giàu có, khoa trương hợm hĩnh, chính yêu cầu làm chiếc burger đơn giản và sự chấp thuận của Margot đối với bữa ăn là lý do tại sao cô vẫn còn giữ được mạng sống, vì đây là lời nhắc nhở Slowik về cội nguồn của mình và niềm vui khi thưởng thức một bữa ăn được chuẩn bị kỹ lưỡng.
Bữa tiệc kết thúc với món tráng miệng s'mores cao cấp, nhân viên trải sàn bằng bánh quy giòn graham và "tô điểm" cho thực khách bằng khăn choàng kẹo dẻo cùng mũ sô cô la. Slowik sau đó đốt cháy nhà hàng, cho nổ chiếc thùng và giết chết toàn bộ mọi người. Ở nơi an toàn, Margot thưởng thức món bánh mì kẹp pho mát trong khi nhìn nhà hàng bị thiêu rụi.

## Diễn viên

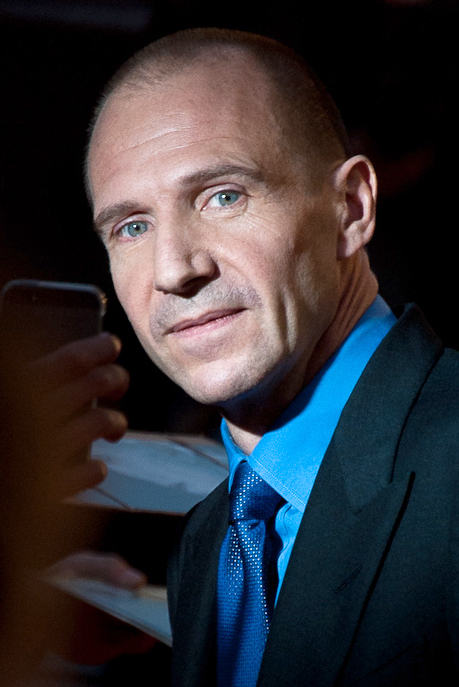
Ralph Fiennes hóa thân thành đầu bếp Slowik.

- Ralph Fiennes trong vai đầu bếp trưởng Slowik
- Anya Taylor-Joy trong vai Margot
- Nicholas Hoult trong vai Tyler
- Hồng Châu trong vai Elsa, trợ lý bếp trưởng
- Janet McTeer trong vai Lillian
- Paul Adelstein trong vai Ted
- John Leguizamo trong vai một ngôi sao điện ảnh
- Aimee Carrero trong vai Felicity
- Reed Birney trong vai Richard
- Judith Light trong vai Anne
- Rob Yang trong vai Bryce
- Arturo Castro trong vai Soren
- Mark St. Cyr trong vai Dave
- Rebecca Koon trong vai Linda
- Peter Grosz trong vai người hầu rượu
- Christina Brucato trong vai Katherine
- Adam Aalderks trong vai Jeremy

## Sản xuất

### Phát triển
Trong chuyến trăng mật của mình, biên kịch Will Tracy đến ăn tối ở nhà hàng hải sản Cornelius Sjømatrestaurant trên đảo bên ngoài thành phố Bergen, Na Uy. Tại đây Tracy được truyền cảm hứng để viết nội dung phim và sau đó bàn thảo với Seth Reiss. Một số nhân vật trong thế giới ẩm thực cao cấp được mời làm cố vấn cho dự án, bao gồm đầu bếp nổi tiếng người Pháp Dominique Crenn, cô đã tạo nên một số món từ quán ăn Atelier Crenn vùng San Francisco của mình cho nhà hàng hư cấu Hawthorn trên màn ảnh. Ngoài ra còn có đạo diễn David Gelb, chính anh là nhân vật dựng nên phong cách làm phim từ series tài liệu Chef's Table của Netflix.
Vào tháng 4 năm 2019, các nguồn tin cho biết Alexander Payne được chỉ định trực tiếp làm đạo diễn. Cuối năm đó, kịch bản xuất hiện trong danh sách đen hàng năm, đây là một cuộc khảo sát giới thiệu những bộ phim nổi tiếng nhất vẫn đang trên đà phát triển. Đến tháng 5 năm 2020, Searchlight Pictures nắm giữ quyền phân phối và Payne rời khỏi dự án do xung đột về lịch trình làm việc, vì vậy Mark Mylod được chọn chỉ đạo diễn xuất thay thế.

### Tuyển vai
Cũng trong tháng 4 năm 2019, truyền thông đưa tin Emma Stone và Ralph Fiennes sẽ đóng vai chính.
Vào tháng 6 năm 2021, Anya Taylor-Joy tham gia cuộc đàm phán, một tháng sau thì chính thức xác nhận thay thế vị trí của Stone - minh tinh rời đi do cam kết với những dự án khác. Hồng Châu và Nicholas Hoult gia nhập dàn nhân sự cùng tháng. John Leguizamo, Janet McTeer, Judith Light, Reed Birney, Rob Yang, và Aimee Carrero đồng loạt được lựa chọn trong tháng 9. Đến tháng 10, bộ phim có thêm sự góp mặt của Paul Adelstein, Arturo Castro, Mark St. Cyr, Rebecca Koon và Peter Grosz.

### Quay phim
Quá trình ghi hình bắt đầu vào ngày 3 tháng 9 năm 2021 tại thành phố Savannah, Georgia với nhà quay phim Peter Deming và biên tập viên Christopher Tellefsen. Bờ biển đảo Jekyll là một trong những địa điểm thu hình.
Colin Stetson chịu trách nhiệm sáng tạo âm thanh, nhạc nền sau đó được phát hành bởi hãng Milan Records dưới cái tên The Menu (Original Motion Picture Soundtrack) vào ngày 18 tháng 11, trùng với thời điểm ra mắt bộ phim.

## Nhạc nền

### Phát triển
Phần âm nhạc được sáng tác bởi Colin Stetson, nghệ sĩ saxophone cho biết bản nhạc thực tế đã tự viết dựa trên kịch bản mà ông nhận được khi bộ phim đang hoàn thành và xem trước một đoạn thô. Colin gọi kịch bản là "rất, rất rõ ràng, hoàn toàn sống động, giọng điệu, hình dạng, chức năng của tất cả" và cảm nhận nhạc nền The Menu tương tự như Hereditary (2018), đi cùng "thực tế là kế hoạch đó đã được khởi động ngay từ đầu bộ phim. Nhưng nó làm được điều đó bằng cách gần như khiến khán giả và thực khách phải kinh ngạc." Vì vậy, ông đã sử dụng những thứ hài hòa tinh tế và cử chỉ hài hước để giới thiệu nỗi sợ hãi xuyên suốt tác phẩm, điều này ảnh hưởng đến một số giai điệu theo những cách nhất định.
Theo Stetson, nhạc nền có tính thẩm mỹ thông qua đặc điểm công cụ, đây là "bí quyết". Gẩy đàn là phần trung tâm bản nhạc được sử dụng trong các nhạc cụ của dàn nhạc, dây pizzicato của đàn piano dùng để gợi lên "âm thanh kích động, gay gắt hơn". Ở một lớp nhạc, bao gồm tiếng saxophone được phân bổ hợp âm để "tạo nên sự chân thực đầy kịch tính, mơ màng đối với những thứ nhất định phát ra từ nhân vật bếp trưởng", ngoài ra còn có sự xuất hiện của nyckelharpa - một nhạc cụ dây truyền thống đến từ vùng Scandinavia - trong lớp âm khác, cách Stetson đánh loại đàn này khiến những nghệ sĩ chơi nhạc cụ truyền thống cũng không nhận ra. Ông cho biết:
"Đầu tiên là tìm và xác định [những thứ cơ bản] là gì, sau đó làm thế nào để tôi có thể thực hiện điều này theo cách thức phù hợp với mong đợi và đi ngược lại kỳ vọng bằng phương hướng nhất định. Chính thứ này có thể đủ quen thuộc để thu hút khán giả nhưng cũng đủ xa lạ khiến họ mất cảnh giác, không còn giữ thăng bằng theo một cách nào đó. Kế tiếp, tôi có thể cố gắng thực sự khơi gợi phản ứng cảm xúc thật từ người xem hơn là để họ bị cuốn vào quyền tự chủ."
Về cách tiếp cận âm nhạc đặc trưng, Stetson nhận định: "Có một nhân vật nhận được nhiều nhất - không giống như các chủ đề là của họ - nhưng họ lấy được hầu hết các tương tác rất cá nhân với đề tài. Vài thứ thực sự thuộc về một số cá nhân nhất định. Sau đó, xuất hiện thêm những sắc thái bao quát mà tôi thấy giống với 'the menu' hơn, tựa như kế hoạch được thiết lập ngay từ cảnh đầu tiên và đi đến cảnh cuối cùng. Phần lớn các chủ điểm rõ ràng là như vậy, sau đó chúng tương tác với một số nhân vật theo những cách khác nhau, dựa trên những gì người đó hiện đang nắm giữ hoặc trải qua tại bất kỳ thời điểm nào."
Bộ phim sở hữu "âm thanh định hướng đa nhịp điệu" là DNA của bản nhạc. Stetson cảm thấy soundtrack có "sự hợp lưu của việc có một thứ giống như nhịp đập bắt nguồn từ tính nhân văn thúc đẩy nhịp điệu của âm nhạc, nhưng đồng thời phủ lên một sự phức tạp về độ nhịp nhàng để tạo ra sự lo lắng, rời rạc và cảm giác như căn gác xép trong khi vẫn đang lao về một thứ gì đó."

### Danh sách
The Menu (Original Motion Picture Soundtrack) bao gồm 14 bản nhạc lấy từ nguyên tác của Stetson được phát hành bởi hãng Milan Records vào ngày 18 tháng 11 năm 2022. Ca khúc "Nature is Timeless" ra mắt ngày 7 tháng 11 ngay trước khi album hiện diện chính thức trên thị trường. Soundtrack được Waxwork Records tung ra dưới dạng đĩa nhựa vào cuối tháng 2 năm 2023. Tác phẩm nghệ thuật chính thức cho ấn bản đĩa than của Waxwork được thiết kế bởi nghệ sĩ Matt Needle, trong đó bản nhạc đầy đủ được trình bày trên đĩa splatter 180 gam. Các đơn đặt hàng trước cho album bắt đầu cùng ngày với điện ảnh và nhạc phim, giá phiên bản nhựa vinyl trong các cửa hàng cho thuê được niêm yết với mức khoảng 30 Mỹ Kim.
| STT              | Nhan đề                               | Thời lượng |
| ---------------- | ------------------------------------- | ---------- |
| 1.               | "All Aboard"                          | 4:24       |
| 2.               | "The Boat"                            | 3:32       |
| 3.               | "Nature is Timeless"                  | 2:42       |
| 4.               | "Welcome to Hawthorne"                | 2:31       |
| 5.               | "A Revolution in Cuisine"             | 1:38       |
| 6.               | "The Mess"                            | 3:48       |
| 7.               | "Taco Tuesday"                        | 2:10       |
| 8.               | "Our Side or Theirs"                  | 2:30       |
| 9.               | "Fallen Angel"                        | 2:37       |
| 10.              | "Take the Evening Air"                | 2:45       |
| 11.              | "Do You Think You're Special?"        | 3:38       |
| 12.              | "The First Cheeseburger You Ever Ate" | 2:44       |
| 13.              | "The Purifying Flame"                 | 5:22       |
| 14.              | "Amuse Bouche (Reprise)"              | 2:05       |
| Tổng thời lượng: | Tổng thời lượng:                      | 42:26      |

### Đánh giá

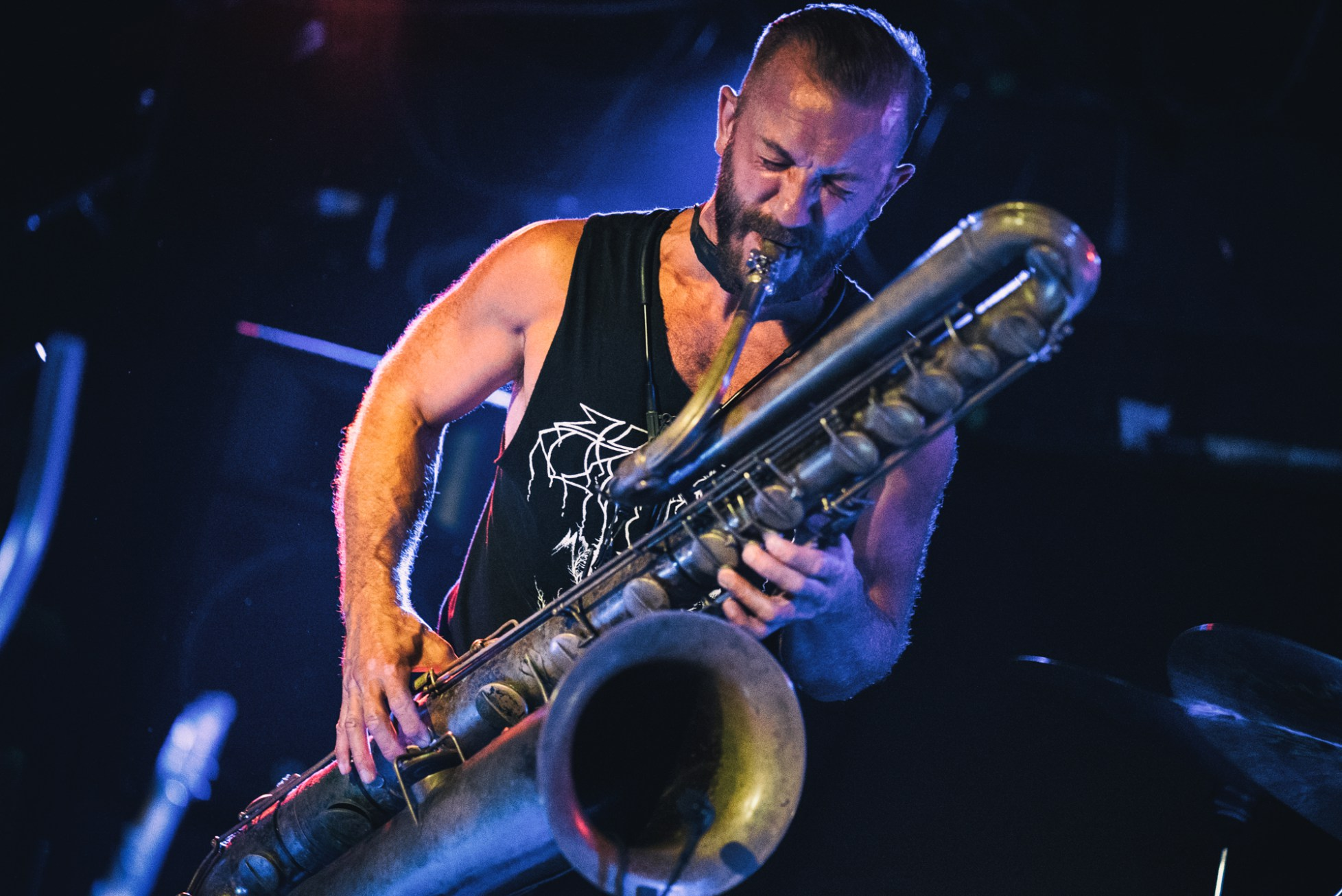
Nghệ sĩ Colin Stetson là nhà sáng tạo chính của nhạc phim.

Filmtracks.com viết "Đừng mong đợi thoát khỏi trải nghiệm lắng nghe The Menu với bất kỳ yếu tố chủ đề nào trong số này. Thay vào đó, đa nhịp điệu nổi bật của các phần khoe khoang và giọng hát tôn giáo bị xáo trộn đến từ tác phẩm kinh dị muộn sẽ vạch rõ bản nhạc này dành cho bạn. Không có nội dung nào trong số đó dễ chịu, các lớp nhịp điệu cố ý trái ngược nhau và âm điệu của các phần hợp xướng thực sự chỉ nhẹ nhàng một cách hữu ích trong "The First Cheeseburger You Ever Ate". Nhạc nền vận hành tương xứng với câu chuyện vì tính cách vụng về của nó phù hợp bộ phim, nhưng từ quan điểm cấu trúc, cốt lõi của chủ đề có thể đã trải qua một vòng cung rõ ràng và thỏa mãn hơn trong các biến số của những kỹ thuật này. Album dài 42 phút thay đổi mà không có nhiều chuyển đổi giữa ba phần phụ khác nhau khiến bạn khao khát thứ gì đó đơn giản hơn một chút so với những gì có trên menu. Đó có thể là vấn đề." Nhà phê bình Christy Lemire đến từ trang RogerEbert.com cho biết "âm nhạc chế nhạo và vui tươi của Colin Stetson nâng cao nhịp điệu bộ phim, tăng dần sự căng thẳng".

## Phát hành
The Menu trình làng lần đầu tiên tại Liên hoan phim quốc tế Toronto vào ngày 10 tháng 9 năm 2022, đồng thời công chiếu ở Liên hoan phim Fantastic Fest trong cùng tháng. Đến ngày 18 tháng 11, tác phẩm phát hành tại Hoa Kỳ ở 3.211 rạp, đây là đợt có màn ra mắt rộng rãi nhất trong lịch sử của Searchlight.
Bộ phim trình chiếu trên các nền tảng kỹ thuật số ngay đầu năm 2023, sau đó đến giữa tháng 1 thì phiên bản Blu-ray và DVD được phát hành bởi Walt Disney Studios Home Entertainment.

## Đón nhận

### Phòng vé
The Menu đã thu về 38.5 triệu (USD) ở Mỹ và Canada cùng 41.1 triệu tại các vùng lãnh thổ khác, tổng doanh thu toàn cầu là 79.6 triệu Mỹ Kim.
Tại Hoa Kỳ và Canada, dự án phát hành cùng thời điểm với tác phẩm She Said và giới chuyên gia dự đoán sẽ thu về 7–10 triệu từ 3.100 rạp trong tuần đầu tiên công chiếu. Ngày mở màn, tác phẩm kiếm được lợi nhuận 3.6 triệu, bao gồm 1 triệu từ các bản xem trước vào tối thứ Tư và thứ Năm. Sau đó tiếp tục ra mắt với 9 triệu, đứng thứ hai sau Black Panther: Wakanda Forever. Vào cuối tuần thứ hai, The Menu chốt hạ ở ngưỡng 5.5 triệu (tổng cộng 7.6 triệu trong khung Lễ Tạ ơn kéo dài 5 ngày), đứng vị trí thứ 5 phòng vé. Đến tuần thứ ba, bộ phim đạt doanh thu 3.5 triệu, xếp vị trí thứ tư trong danh sách.

### Chuyên môn
Trên trang web tổng hợp đánh giá Rotten Tomatoes, 88% trong số 314 bài góp ý của các nhà chuyên môn là tích cực, với điểm trung bình đạt ngưỡng 7.5/10. Sự đồng thuận ở nhiều nhà phân tích trên website tựu chung mang hàm ý: "Trong khi bài bình luận xã hội của nó dựa trên các thành phần cơ bản, The Menu phục vụ hài kịch đen với nhiều hương vị." Trang Metacritic sử dụng công thức bình quân gia quyền đã cho bộ phim số điểm 71/100 dựa trên 45 nhà phê bình, cho thấy "các bài đánh giá nhìn chung là thuận lợi". Khán giả do CinemaScore khảo sát cho điểm trung bình "B" trên thang điểm từ A+ đến F, trong khi người xem được thăm dò bởi PostTrak có lượng tỷ trọng nhận xét tích cực đạt mức 78%, với 53% nói rằng họ chắc chắn sẽ giới thiệu bộ phim.

### Giải thưởng
| Giải thưởng                                          | Lễ trao giải      | Hạng mục                                                                      | Người nhận                                                                    | Kết quả   | Ref.                        |
| ---------------------------------------------------- | ----------------- | ----------------------------------------------------------------------------- | ----------------------------------------------------------------------------- | --------- | --------------------------- |
| Giải Biên Tập Điện Ảnh Hoa Kỳ                        | 5 tháng 3, 2023   | Biên Tập Phim Điện Ảnh Xuất Sắc Nhất – Hài Kịch Hoặc Ca Nhạc                  | Christopher Tellefsen                                                         | Đề cử     | [ 47 ]                      |
| Giải Artios                                          | 9 tháng 3, 2023   | Ngân Sách Lớn – Hài Kịch                                                      | Mary Vernieu, Bret Howe, Lisa Mae Fincannon, Kimberly Wistedt & Becca Burgess | Đề cử     | [ 48 ] [ 49 ]               |
| Giải Hiệp Hội Phê Bình Phim Columbus                 | 5 tháng 1, 2023   | Phim Hay Nhất                                                                 | The Menu                                                                      | Hạng 9    | [ 50 ] [ 51 ]               |
| Giải Hiệp Hội Phê Bình Phim Columbus                 | 5 tháng 1, 2023   | Màn Trình Diễn Vai Chính Xuất Sắc Nhất                                        | Ralph Fiennes                                                                 | Đề cử     | [ 50 ] [ 51 ]               |
| Giải Hiệp Hội Phê Bình Phim Columbus                 | 5 tháng 1, 2023   | Diễn Viên Của Năm (Dành Cho Tác Phẩm Mẫu Mực)                                 | Hồng Châu (cho phim The Menu & The Whale)                                     | Về nhì    | [ 50 ] [ 51 ]               |
| Giải Hiệp Hội Phê Bình Phim Columbus                 | 5 tháng 1, 2023   | Diễn Viên Của Năm (Dành Cho Tác Phẩm Mẫu Mực)                                 | Anya Taylor-Joy (cho phim Amsterdam, The Menu & The Northman)                 | Đề cử     | [ 50 ] [ 51 ]               |
| Giải Hiệp Hội Phê Bình Phim Columbus                 | 5 tháng 1, 2023   | Nghệ Sĩ Điện Ảnh Đột Phá                                                      | Hồng Châu (diễn xuất trong The Menu & The Whale)                              | Đề cử     | [ 50 ] [ 51 ]               |
| Giải Hiệp Hội Phê Bình Phim Columbus                 | 5 tháng 1, 2023   | Kịch Bản Gốc Hay Nhất                                                         | Seth Reiss & Will Tracy                                                       | Đề cử     | [ 50 ] [ 51 ]               |
| Giải Hiệp Hội Phê Bình Phim Columbus                 | 5 tháng 1, 2023   | Giải Frank Gabrenya Cho Phim Hài Hay Nhất                                     | The Menu                                                                      | Đề cử     | [ 50 ] [ 51 ]               |
| Giải Siêu Bình Chọn Của Các Nhà Phê Bình             | 16 tháng 3, 2023  | Nam Diễn Viên Phim Kinh Dị Xuất Sắc Nhất                                      | Ralph Fiennes                                                                 | Đoạt giải | [ 52 ]                      |
| Giải Dorian                                          | 23 tháng 2, 2023  | Phim Không Được Ca Tụng Của Năm                                               | The Menu                                                                      | Đề cử     | [ 53 ] [ 54 ]               |
| Giải Eddie                                           | 5 tháng 3, 2023   | Biên Tập Phim Điện Ảnh Xuất Sắc Nhất (Hài, Sân Khấu)                          | Christopher Tellefsen                                                         | Đề cử     | [ 55 ] [ 56 ]               |
| Giải Máy Cưa Fangoria                                | 21 tháng 5, 2023  | Kịch Bản Hay Nhất                                                             | Seth Reiss & Will Tracy                                                       | Đề cử     | [ 57 ]                      |
| Liên Hoan Phim Fantastic Fest                        | 27 tháng 9, 2022  | Giải Khán Giả                                                                 | The Menu                                                                      | Đoạt giải | [ 58 ]                      |
| Hiệp Hội Phê Bình Phim Georgia                       | 13 tháng 1, 2023  | Giải Thưởng Oglethorpe Cho Sự Xuất Sắc Trong Điện Ảnh Georgia                 | Mark Mylod, Seth Reiss, Will Tracy                                            | Về nhì    | [ 59 ]                      |
| Giải Quả Cầu Vàng                                    | 10 tháng 1, 2023  | Nam Diễn Viên Chính Xuất Sắc Nhất Trong Phim Điện Ảnh – Ca Nhạc Hoặc Hài Kịch | Ralph Fiennes                                                                 | Đề cử     | [ 60 ] [ 6 ]                |
| Giải Quả Cầu Vàng                                    | 10 tháng 1, 2023  | Nữ Diễn Viên Chính Xuất Sắc Nhất Trong Phim Điện Ảnh – Ca Nhạc Hoặc Hài Kịch  | Anya Taylor-Joy                                                               | Đề cử     | [ 60 ] [ 6 ]                |
| Hội Phê Bình Phim Hawaii                             | 13 tháng 1, 2023  | Phim Hay Nhất                                                                 | The Menu                                                                      | Đề cử     | [ 61 ] [ 62 ] [ 63 ]        |
| Hội Phê Bình Phim Hawaii                             | 13 tháng 1, 2023  | Nam Diễn Viên Chính Xuất Sắc Nhất                                             | Ralph Fiennes                                                                 | Đề cử     | [ 61 ] [ 62 ] [ 63 ]        |
| Hội Phê Bình Phim Hawaii                             | 13 tháng 1, 2023  | Nữ Diễn Viên Chính Xuất Sắc Nhất                                              | Anya Taylor-Joy                                                               | Đề cử     | [ 61 ] [ 62 ] [ 63 ]        |
| Hội Phê Bình Phim Hawaii                             | 13 tháng 1, 2023  | Kịch Bản Gốc Hay Nhất                                                         | Seth Reiss & Will Tracy                                                       | Đề cử     | [ 61 ] [ 62 ] [ 63 ]        |
| Giải Hiệp Hội Phê Bình Hollywood                     | 24 tháng 2, 2023  | Phim Hài Hay Nhất                                                             | The Menu                                                                      | Đề cử     | [ 64 ] [ 65 ]               |
| Giải Hiệp Hội Phê Bình Hollywood                     | 24 tháng 2, 2023  | Kịch Bản Gốc Hay Nhất                                                         | Seth Reiss and Will Tracy                                                     | Đề cử     | [ 64 ] [ 65 ]               |
| Giải Nghệ Thuật Sáng Tạo Hiệp Hội Phê Bình Hollywood | 24 tháng 2, 2023  | Đạo Diễn Tuyển Vai Xuất Sắc Nhất                                              | Mary Vernieu and Bret Howe                                                    | Đề cử     | [ 66 ] [ 67 ] [ 68 ]        |
| Giải Thưởng Âm Nhạc Truyền Thông Hollywood           | 16 tháng 11, 2022 | Bản Nhạc Gốc Hay Nhất Trong Phim Kinh Dị                                      | Colin Stetson                                                                 | Đề cử     | [ 69 ]                      |
| Giải IFMCA                                           | 23 tháng 2, 2023  | Nhạc Phim Gốc Hay Nhất Cho Phim Kinh Dị/Giật Gân                              | Colin Stetson                                                                 | Đề cử     | [ 70 ] [ 71 ] [ 72 ]        |
| Giải Hiệp Hội Nhà Báo Điện Ảnh Indiana               | 19 tháng 12, 2022 | Kịch Bản Gốc Hay Nhất                                                         | Seth Reiss & Will Tracy                                                       | Đề cử     | [ 73 ] [ 74 ]               |
| Giải Hiệp Hội Nhà Báo Điện Ảnh Indiana               | 19 tháng 12, 2022 | Màn Trình Diễn Phụ Xuất Sắc Nhất                                              | Ralph Fiennes                                                                 | Đề cử     | [ 73 ] [ 74 ]               |
| Hội Phê Bình Phim Luân Đôn                           | 5 tháng 2, 2023   | Nam Diễn Viên Người Anh/Ailen Của Năm                                         | Ralph Fiennes                                                                 | Đề cử     | [ 75 ]                      |
| Hiệp Hội Nghệ Sĩ Trang Điểm Và Nhà Tạo Mẫu Tóc       | 11 tháng 2, 2023  | Trang Điểm Đương Đại Xuất Sắc Nhất Trong Phim Điện Ảnh                        | Deborah LaMia Denaver, Mazena Puksto, Donna Cicatelli, Deb Rutherford         | Đề cử     | [ 76 ]                      |
| Hiệp Hội Nghệ Sĩ Trang Điểm Và Nhà Tạo Mẫu Tóc       | 11 tháng 2, 2023  | Tạo Kiểu Tóc Đương Đại Xuất Sắc Nhất Trong Phim Điện Ảnh                      | Adruitha Lee, Monique Hyman, Kate Loftis, Barbara Sanders                     | Đề cử     | [ 76 ]                      |
| Giải Hiệp Hội Phê Bình Phim Bắc Texas                | 19 tháng 12, 2022 | Giải Gary Murray (Dàn Diễn Viên Xuất Sắc Nhất)                                | The Menu                                                                      | Đoạt giải | [ 77 ] [ 78 ] [ 79 ] [ 80 ] |
| Giải Hiệp Hội Phê Bình Phim Bắc Texas                | 19 tháng 12, 2022 | Phim Hay Nhất                                                                 | The Menu                                                                      | Đề cử     | [ 77 ] [ 78 ] [ 79 ] [ 80 ] |
| Giải Hiệp Hội Phê Bình Phim Bắc Texas                | 19 tháng 12, 2022 | Nam Diễn Viên Chính Xuất Sắc Nhất                                             | Ralph Fiennes                                                                 | Đề cử     | [ 77 ] [ 78 ] [ 79 ] [ 80 ] |
| Giải Hiệp Hội Các Nhà Phê Bình Phim Nữ Trực Tuyến    | 20 tháng 12, 2022 | Dàn Diễn Viên Xuất Sắc Nhất                                                   | The Menu                                                                      | Đề cử     | [ 81 ] [ 82 ]               |
| Giải Hiệp Hội Phê Bình Portland                      | 16 tháng 1, 2023  | Dàn Diễn Viên Xuất Sắc Nhất                                                   | The Menu                                                                      | Đề cử     | [ 84 ] [ 85 ] [ 86 ]        |
| Hội Phê Bình Phim San Diego                          | 6 tháng 1, 2023   | Nam Diễn Viên Chính Xuất Sắc Nhất                                             | Ralph Fiennes                                                                 | Đề cử     | [ 87 ]                      |
| Hội Phê Bình Phim San Diego                          | 6 tháng 1, 2023   | Kịch Bản Gốc Hay Nhất                                                         | Seth Reiss and Will Tracy                                                     | Đề cử     | [ 87 ]                      |
| Hội Phê Bình Phim San Diego                          | 6 tháng 1, 2023   | Dàn Diễn Viên Xuất Sắc Nhất                                                   | The Menu                                                                      | Đề cử     | [ 87 ]                      |
| Giải Vệ Tinh                                         | 3 tháng 3, 2023   | Nam Diễn Viên Chính Xuất Sắc Nhất Trong Phim Điện Ảnh – Hài Kịch Hoặc Ca Nhạc | Ralph Fiennes                                                                 | Đề cử     | [ 88 ]                      |
| Hiệp Hội Phê Bình Phim St. Louis Gateway             | 18 tháng 12, 2022 | Kịch Bản Gốc Hay Nhất                                                         | Seth Reiss and Will Tracy                                                     | Đề cử     | [ 89 ]                      |
| Giải Vòng Quay Phim Hoàng Hôn                        | 29 tháng 11, 2023 | Nữ Diễn Viên Phụ Xuất Sắc Nhất                                                | Hồng Châu (cho phim The Menu & The Whale)                                     | Đề cử     | [ 92 ] [ 93 ] [ 94 ]        |
| Giải Vòng Quay Phim Hoàng Hôn                        | 29 tháng 11, 2023 | Phim Hay Nhất                                                                 | The Menu                                                                      | Đề cử     | [ 92 ] [ 93 ] [ 94 ]        |
| Giải Vòng Quay Phim Hoàng Hôn                        | 29 tháng 11, 2023 | Dàn Diễn Viên Xuất Sắc Nhất                                                   | The Menu                                                                      | Đề cử     | [ 92 ] [ 93 ] [ 94 ]        |
| Giải Vòng Quay Phim Hoàng Hôn                        | 29 tháng 11, 2023 | Kịch Bản Hay Nhất                                                             | Seth Reiss & Will Tracy                                                       | Về nhì    | [ 92 ] [ 93 ] [ 94 ]        |
| Giải Hiệp Hội Nhà Văn Hoa Kỳ                         | 5 tháng 3, 2023   | Kịch Bản Gốc Hay Nhất                                                         | Seth Reiss & Will Tracy                                                       | Đề cử     | [ 95 ]                      |